# Serkan Kırıntılı
Serkan Kırıntılı (ur. 15 lutego 1985 w Adanie) – piłkarz turecki występujący od 2015 w Konyasporze.

## Kariera klubowa
Jako piłkarz młodzieżowy w latach 1999–2002 związany był z Adanasporem. W wieku 17 lat podpisał zawodowy kontrakt z tym klubem, debiutując 20 marca 2004 roku przeciwko Konyasporowi. Kırıntılı był na boisku pełne 90 minut a jego drużyna przegrała ten mecz różnicą trzech bramek (1:4). Do końca sezonu 2003/2004 wystąpił w barwach klubu jeszcze dziewięciokrotnie, tracąc łącznie 20 bramek w 10 meczach.
19 stycznia 2005 przeszedł do MKE Ankaragücü. W barwach drużyny zadebiutował 12 lutego 2006 w wygranym meczu (1:2) przeciwko Kayseri Erciyesspor. Łącznie w latach 2005–2010 zagrał dla MKE Ankaragücü 136 razy, tracąc 167 bramek we wszystkich rywalizacjach. Po odejściu z klubu podpisał kontrakt z ówczesnym wicemistrzem Turcji Fenerbahçe SK, gdzie w przeciągu trzech lat na boisko wychodził tylko siedmiokrotnie.
4 września 2013 został piłkarzem Rizesporu, opuszczając Fenerbahçe na zasadach wolnego transferu. Podczas dwuletniej kariery w Rizesporze, Kırıntılı zagrał łącznie 68 razy, tracąc 94 bramki w meczach ligowych oraz pucharowych. Od 6 lipca 2015 roku związany z Konyasporem.
22 października 2019 roku podczas trzynastej sekundy meczu przeciwko Yeni Malatyaspor, Kırıntılı złapał piłkę poza polem karnym co skutkowało czerwoną kartką i odesłaniem z boiska. Była to najszybciej pokazana czerwona kartka w historii tureckiego futbolu.

## Kariera reprezentacyjna
W reprezentacji Turcji zadebiutował 28 maja 2018 roku w wygranym meczu towarzyskim (2:1) z reprezentacją Iranu. Do tej pory w reprezentacji wystąpił czterokrotnie.